# Kenshin - Samurai vagabondo
Kenshin - Samurai vagabondo (るろうに剣心 明治剣客浪漫譚?, Rurōni Kenshin: Meiji kenkaku romantan, lett. "Kenshin il vagabondo: Storia d'amore dello spadaccino del periodo Meiji") è un manga scritto e disegnato da Nobuhiro Watsuki. Serializzato sulla rivista Weekly Shōnen Jump di Shūeisha dal 12 aprile 1994 al 21 settembre 1999, i singoli capitoli sono stati raccolti e pubblicati in 28 volumi tankōbon. L'edizione italiana è stata pubblicata da Star Comics nella collana Kappa Extra dal 1º aprile 2001 al 10 luglio 2003.
Dal manga sono stati tratti: due serie televisive anime, due light novel, quattro OAV e un film d'animazione. Inoltre Warner Bros. ha prodotto un adattamento cinematografico live action uscito nel 2012, a cui sono seguiti quattro sequel usciti dal 2014 al 2021.

## Trama
La narrazione ruota attorno al protagonista Battōsai Himura (parzialmente basato sul personaggio storico dell'hitokiri Kawakami Gensai), spietato assassino, che a metà 1800 contribuì alla fine dello Shogunato Tokugawa, al potere da oltre 200 anni, e all'avvento del periodo Meiji. In seguito all'insediamento del nuovo governo, Battōsai scompare per tornare sotto nuovo nome: Kenshin. Ora viaggia con una sakabato con un solo filo (una spada a lama invertita), che anziché essere rivolta verso l'avversario risiede sul lato opposto; il suo obiettivo sta nel proteggere le persone che incontra dalle ingiustizie. Nel suo viaggio, Kenshin si troverà coinvolto in combattimenti con samurai che non apprezzano il nuovo stile di vita pacifico (nella nuova era Meiji non è più permesso nemmeno a un samurai di portare la spada) e in complotti che cercano di restaurare la vecchia società feudale.
La storia si divide all'incirca in tre capitoli:
1. Capitolo di Tokyo: qui c'è la comparsa del protagonista e di molto personaggi secondari, oltre ad alcuni comprimari che ricompariranno in seguito; la trama si concentra sugli scontri di Kenshin con il rivale di turno, ma via via viene mostrato il riaffiorare della personalità di Battosai l'assassino (il lato di Kenshin che lui tenta di abbandonare da anni). Qui compaiono Sanosuke Sagara (che presto diverrà suo amico e confidente), Aoshi Shinomori (capo di un gruppo di oniwabanshu, guardiani dei castelli feudali, ora al servizio di un mercante dell'oppio), i fratelli Hiruma (due delinquenti di mezza tacca), l'assassino Jinne Udo, la dottoressa Megumi Takani ed altri personaggi minori.
2. Capitolo di Kyoto: dopo la comparsa di Hajime Saito (un tempo suo nemico in quanto capo di una squadra di samurai fedeli allo shogunato, ora funzionario di polizia) e di un membro del governo centrale, Kenshin riceve la richiesta di fermare Makoto Shishio, un ex samurai che aveva ereditato il suo ruolo di assassino; diventato scomodo e incontrollabile per gli stessi samurai pro-modernizzazione, venne accerchiato e bruciato vivo ma riuscì a sopravvivere, e ora trama per rovesciare il governo centrale e distruggere la pace che stanno costruendo; a questo scopo ha radunato un gruppo di guerrieri formidabili, compreso Aoshi Shinomori; prima di chiudere i conti con Shishio, Kenshin dovrà risolvere anche una parte del suo passato: grazie all'aiuto di alcuni ex oniwabanshu (ex compagni di Aoshi), ritrova il figlio del fabbro che gli regalò la spada a lama invertita e il suo maestro Seijuro Hiko 13°. Durante un primo scontro con uno dei subordinati di Shishio, la spada si è rovinata in modo irreparabile, ma il fabbro defunto aveva forgiato due lame; il prototipo è andato a Kenshin, mentre il risultato finale fu offerto in dono ad un tempio; il figlio regala quest'ultima a Kenshin perché il proprio figlio neonato. Dal canto suo, Seijuro Hiko si rifiuta di riprendere l'allievo che lo aveva lasciato anni prima nonostante lui lo avesse diffidato dall'interferire nella storia; tuttavia, dopo un teso confronto tra i due, la testardaggine di Kenshin ha la meglio e Hiko gli tramanda le ultime due tecniche che non aveva ancora appreso, oltre ad una lezione di vita: non deve dimenticare se stesso per aiutare solo gli altri! Con la nuova spada e la tecnica definitiva Kenshin sconfiggerà una parte delle Dieci Spade (i guerrieri scelti di Shishio) e dopo un lungo duello Shishio stesso.
3. Capitolo dei ricordi: Kenshin viene bersagliato da killer che comprendono diversi vecchi nemici da lui sconfitti quando era Battosai l'assassino; a tramare dietro le quinte questa volta è Enishi Yukishiro, cioè addirittura il fratello di Tomoe Yukishiro, o meglio Tomoe Himura, la defunta moglie di Kenshin. É a causa sua e del suo defunto fidanzato se Kenshin ha la sua famosa cicatrice a croce (si tratta in realtà di due cicatrici separate ricevute in due occasioni diverse). L'entrata in scena di Enishi convince Kenshin a rivelare una parte molto dolorosa del suo passato; durante uno dei suoi assassini all'epoca della restaurazione Meiji, Kenshin uccise un giovane samurai; in seguito conobbe una ragazza, Tomoe, ignorando che lei fosse d'accordo con un gruppo di ninja incaricati di ucciderlo; sennonché, i due finirono per innamorarsi, e quando le acque si agitarono troppo per restare a Kyoto si rifugiarono in campagna per nascondersi; un giorno comparve Enishi, venuto di sua volotà a cercarla e reclutato a sua volta dagli assassini; Tomoe si recò di nascosto da loro e mentì sul suo punto debole, ma il loro capo intuì la verità e la prese in ostaggio, usando lei stessa come debolezza; Kenshin andò a cercarla, uccise tutti gli assassini pur restando ferito e durante l'ultimo duello vinse per poco, ma ad un prezzo carissimo! Tomoe si gettò tra i duellanti venendo ferita da entrambi. Enishi assistette alla scena e da allora incolpa il cognato per la morte della sorella. Il ragazzo crebbe, mise in piedi una organizzazione criminale per diventare potente, imparò a combattere con la spada e reclutò altre vittime di Battosai l'assassino ancora vive (oppure loro parenti o amici). Dapprima Enishi riesce a mettere Kenshin in crisi simulando la morte di Kaoru e spingendolo alla catalessi; ma Aoshi Shinomori, che su richiesta degli amici di Kenshin era venuto da Kyoto con il diario personale di Tomoe, intuisce la verità grazie alle conoscenze degli oniwabanshu e scopre che il cadavere di Kaoru è una specie di burattino fatto con pezzi di cadaveri. Leggendo il diario, Kenshin abbandona il suo torpore e ritrova la volontà di vivere; va quindi a chiudere i conti con Enishi, accompagnato da Aoshi, Sanosuke, Yahiko e Hajime Saito; sconfigge Enishi e gli dona il diario di Tomoe, affinché capisca che Tomoe era davvero innamorata e si è sacrificata volontariamente. Enishi viene arrestato, ma scomnpare misteriosamente poco tempo dopo.
4. conclusione: qualche tempo dopo la battaglia con Enishi, Kenshin viene visitato da Megumi Takani e trova la conferma dei suoi sospetti; il suo corpo si sta progressivamente rovinando; la causa è la particolare caratteristica dello stile mitsurugi hiten, creato per uomini massicci e imponenti come Seijuro Hiko; è soprattutto l'uso della tecnica finale che sta danneggiando il suo corpo. Kenshin decide che è ora di ritirarsi, ma prima vorrebbe chiudere un'ultima questione: la rivalità con Saito, il quale non si presenterà al duello però, perché voleva affrontare Battosai l'assassino (che ormai è sepolto per sempre). Sanosuke (finito nei guai per una faccenda accaduta tempo prima e ora ricercato) lascia la città dopo aver salutato Kenshin, Kaoru e Yahiko. Diversi anni dopo, un Yahiko quasi adulto sfida per la prima volta Kenshin e riceve in dono la sua spada a lama invertita; nonostante il suo spirito combattivo sia ancora terrificante, Kenshin è ormai incapace di usare la spada, e si è sposato con Kaoru da cui ha avuto un figlio di nome Kenji.

## Personaggi

Kenshin nella sigla dell'anime del 1996

Kenshin Himura
Doppiato da: Mayo Suzukaze
Allevato da Seijūrō Hiko, che lo ha salvato dagli assassini dei suoi genitori, Kenshin, il cui vero nome è Shinta, impara le tecniche del Hiten Mitsurugi Ryu e diventa un samurai. Tuttavia, abbandona il proprio maestro e si unisce agli Ishin Shishin, fra cui diventa un sicario grazie alla sua abilità con la spada. Tuttavia dopo aver perso l'amata Tomoe, decide di redimersi e di mettere la propria abilità al servizio dei più deboli, vagando per il Giappone ed aiutando la povera gente.
Kaoru Kamiya
Doppiata da: Miki Fujitani
Unica erede di un dojo dal passato prestigioso, viene aiutata da Kenshin a rimettere in piedi la palestra e rimane al suo fianco per tutta la storia, sviluppando nei confronti del samurai un forte sentimento.
Sanosuke Sagara
Doppiato da: Yūji Ueda
Giovane combattente di strada, dapprima è un rivale di Kenshin, ma in seguito ne diventa uno dei migliori amici e più fedeli alleati.
Yahiko Myōjin
Doppiato da: Miina Tominaga
Giovanissimo figli di un samurai, alla morte dei genitori Yahiko è cresciuto con gli yakuza che ne hanno fatto un delinquente di strada. Verrà aiutato da Kenshin e Kaoru.
Megumi Takani
Doppiata da: Mika Doi
Ventiduenne costretta a realizzare oppio da un'organizzazione criminale, viene salvata da Kenshin, grazie al cui supporto ed incoraggiamento, diverrà un dottore. Megumi è anche innamorata di Kenshin.
Misao Makimachi
Doppiato da: Tomo Sakurai
Makimachi Misao è una kunoichi (ninja donna) cresciuta dagli Oniwabanshū. Il suo idolo è Shinomori Aoshi.
Hajime Saitō
Doppiato da: Hirotaka Suzuoki
Basato sul personaggio esistito veramente, Hajime è il leader della terza squadra degli Shinsengumi durante la rivoluzione. Ha una rivalità di vecchia data con Kenshin.
Aoshi Shinomori
Doppiato da: Yoshito Yasuhara
Shinomori Aoshi è il leader degli Oniwabanshū, ed è un abile spadaccino molto rispettato dai suoi compagni.

## La spadasakabato
La sakabato (逆刃刀?, sakabatō) è l'arma di Kenshin Himura ed è considerata "l'arma del pacifista", cioè un'arma che non può uccidere se non come ultima risorsa.
Si tratta di una katana giapponese a lama invertita: su una normale katana, la lama ricurva della spada è affilata sul lato esterno (quello che si rivolge verso l'avversario), mentre quello interno è spuntato; nella sakabato è invece il lato interno a essere tagliente. Nella storia giapponese non si hanno notizie di spade simili, ma una reliquia conservata al museo di Deoksugung in Corea del Sud sembrerebbe testimoniare l'utilizzo di spade a lama invertita, costruite durante il periodo di dominazione giapponese, prendendo spunto dal modello coreano. Un'altra reliquia originale è conservata a Shiroi in Giappone.
Nell'ultimo capitolo del manga, Kenshin (ormai non più in grado di combattere) cede la spada a Yahiko Myōjin (che è diventato allievo di Kaoru Kamiya. Successivamente, Yahiko la userà in uno spin-off dell'opera, Yahiko no Sakabato.

## Media

### One-shot

Il volumetto contenente Luna crescente nell'era delle guerre

Un manga one-shot, Luna crescente nell'era delle guerre (戦国の三日月?, Sengoku no mikazuki), scritto e disegnato da Nobuhiro Watsuki nel 1992, è indirettamente collegato a Kenshin - Samurai vagabondo e racconta la storia di un giovane samurai Seijūrō Hiko durante l'epoca Sengoku. Hiko fa parte della resistenza del feudo Kitakata, che è in conflitto con il feudo Nagumo. Dopo un accordo di pace tra i due feudi, il signore Hirosaki Iwano del feudo Nagumo sposa Natsu, figlia del signore di Kitakata. Tuttavia, Iwano attacca nuovamente Kitakata, costringendo Hiko a schierarsi contro di lui. Durante uno scontro, Hiko incontra Isshinta, un contadino che sta fuggendo, e lo aiuta a liberarsi dagli inseguitori. Hiko confida a Isshinta il suo desiderio di morire, poiché si sente in colpa per aver abbandonato Natsu nelle mani di Iwano. Successivamente, Isshinta convince Hiko a combattere e a riprendersi la principessa. Dopo aver ucciso Iwano, Hiko diventa il nuovo signore feudale e riporta la pace, mentre Isshinta torna dalla sua fidanzata, anch'ella di nome Natsu. Inizialmente, Watsuki voleva ambientare la storia in Occidente, ma cambiò idea. Aveva pensato di fare di Isshinta il personaggio principale, un uomo gentile che diventa coraggioso, ma il suo responsabile di redazione insistette affinché la storia si concentrasse su Seijūrō Hiko. Questo capitolo speciale è incluso nel tankōbon numero 6 della prima edizione italiana di Kenshin - Samurai vagabondo.
Una serie prototipo intitolata Il romanzo di uno spadaccino dell'epoca Meiji (るろうに -明治剣客浪漫譚-?, Rurōni -Meiji kenkaku romantan-) è stata pubblicata come una coppia di storie brevi separate nel 1992 e nel 1993. Queste storie sono incluse in appendice ai volumetti uno e tre della serie regolare di Kenshin.
La prima storia, pubblicata nel dicembre 1992 nel numero speciale invernale di Weekly Shōnen Jump del 1993, presentava una versione precedente di Kenshin che fermava un signore del crimine dal prendere il controllo del dojo della famiglia Kamiya. Kenshin incontra Chizuru Raikoji, una ragazza in fuga da due malviventi, e la aiuta. Successivamente, Chizuru viene rapita dal Kaitento, e Kenshin interviene, rivelando la sua identità come Battosai e utilizzando la tecnica Mitsurugi Hiten per sconfiggere i nemici. Dopo il salvataggio, Chizuru regala a Kenshin un nastrino per i capelli. In questa versione, Kenshin ha capelli più folti e tende a tornare facilmente alla sua personalità di Battosai quando si arrabbia. Chizuru è ispirata a un personaggio di Sanshiro Sugata. Secondo Watsuki, questa storia fungeva da "pilota" per Kenshin - Samurai vagabondo e richiama l'arco di Megumi. Watsuki inizialmente voleva creare una serie contemporanea, ma fu incoraggiato a sviluppare una storia storica ispirata al periodo Bakumatsu e a Sanshiro Sugata. Durante la sperimentazione, propose titoli come Nishin (ニシン? lett. "Kenshin dai due cuori") e Yorozuya (ヨロズヤ? lett. "Kenshin uomo di tutti i tipi"). Watsuki ha rivelato che la serie finale non è stata composta interamente di sua spontanea volontà, poiché trovava la creazione di storie storiche "difficile" e inizialmente voleva realizzare la sua prossima serie in un'ambientazione contemporanea. Tuttavia, un curatore editoriale lo incoraggiò a creare una nuova storia a sfondo storico, ispirandosi al periodo Bakumatsu del libro Brucia, spada! di Ryōtarō Shiba e alla storia di Sanshiro Sugata. Durante la sperimentazione, Watsuki propose vari titoli, tra cui Nishin (ニシン? lett. "Kenshin dai due cuori"), Yorozuya (ヨロズヤ? lett. "Kenshin uomo di tutti i tipi") e variazioni di Rurōni e Kenshin con kanji diversi."
La seconda storia di Kenshin, pubblicata nell'aprile 1993 nel numero doppio Weekly Shōnen Jump 21-22 di quell'anno, presentava Kenshin che aiutava una famiglia in difficoltà. Dopo la restaurazione Meiji, Kenshin incontra Yahiko Kamiya, che vuole comprare la sua spada per uccidere un malvivente che ha rubato il dojo di famiglia. Kenshin segue Yahiko e incontra Kaoru e Megumi Kamiya, presentati come fratelli. Successivamente, Kenshin sconfigge Nishiwaki, un cattivo che reclama la mano della figlia maggiore del defunto padrone del dojo, utilizzando la tecnica Mitsurugi Hiten e rivelando la sua identità di Battosai l'assassino. Questa storia può essere vista come un trailer di Kenshin - Samurai vagabondo, con alcuni dettagli diversi rispetto alla serie finale. In particolare, Kaoru, Megumi e Yahiko sono presentati come fratelli, mentre Kenshin rimane sostanzialmente invariato. Secondo Watsuki, questa storia gli ha causato difficoltà a causa della limitata lunghezza di 31 pagine, costringendolo a condensare molto il contenuto. Nonostante abbia "messo tutta l'anima" in essa, Watsuki ha espresso una certa delusione quando l'ha rivista dopo la pubblicazione del primo volume di Kenshin - Samurai vagabondo. La seconda storia de Il romanzo di uno spadaccino dell'epoca Meiji ha ricevuto recensioni mediocri e circa 200 lettere, portando Watsuki a definirla una "storia secondaria".
Il modello di design per Seijūrō Hiko, il maestro di Kenshin in Kenshin - Samurai vagabondo, è stato ispirato dall'omonimo personaggio del manga one-shot Luna crescente nell'era delle guerre. Tuttavia, Watsuki ha anche incorporato alcune influenze da Arabian majin bokentan Lamp Lam di Takeshi Obata. All'epoca, Watsuki era affascinato dalle immagini di "virilità" e Hiko era uno dei primi personaggi a riflettere questo fascino. Poiché l'opera di debutto di Watsuki presentava un uomo alto, dai capelli neri e con un'armatura "vistosa", egli volle creare un personaggio "completamente opposto" a quello di debutto; tuttavia, il nuovo personaggio finì per "venire fuori come una ragazza". Secondo Watsuki, per creare Kenshin non ha usato "nessun vero motivo" e gli ha dato una cicatrice a forma di croce sul viso "non sapendo cos'altro fare". Kenshin, come diversi personaggi, è stato influenzato dalla Shinsengumi, con riferimenti a Okita Sōji e Saitō Hajime per dargli un'aria di mistero.

### Manga
Scritto e disegnato da Nobuhiro Watsuki, il primo capitolo di Rurouni Kenshin è stato pubblicato su Weekly Shōnen Jump a partire dal numero 19 del 1994, uscito il 12 aprile 1994, ed è stato serializzato sulla rivista sino al numero 43 del 1999, pubblicato il 21 settembre 1999. I 255 capitoli del manga sono stati raccolti e pubblicati in 28 tankōbon dalla Shūeisha, con il primo volume pubblicato il 9 settembre 1991 e l'ultimo il 4 novembre 1999.
Nel luglio 2006, la Shueisha ha iniziato la ripubblicazione della serie in versione kanzenban per 22 vol. Un unico capitolo speciale dedicato al personaggio di Yahiko Myōjin è stato pubblicato dopo la fine della serie su Weekly Shōnen Jump, intitolato Yahiko no Sakabatō (弥彦の逆刃刀?). Lasciato fuori dai volumi originali, è stato aggiunto nell'ultimo kanzenban pubblicato.
In Italia la serie è stata pubblicata dalla Star Comics.
La serie comincia quando l'ex assassino Battōsai, che ora si fa chiamare Kenshin Himura, nel suo incessante vagabondare arriva a Tokyo. Qui conosce Kaoru Kamiya, con la quale diverrà subito amico e che lo convincerà ad abbandonare per un po' il suo vagabondaggio e fermarsi alla sua palestra. Da qui in poi la storia si sviluppa agevolmente: si uniscono a Kenshin nelle sue peripezie Yahiko, Sanosuke, Megumi, Aoshi, Saito e molti altri personaggi. Insieme, affronteranno molte difficili sfide, tra cui la battaglia contro il samurai Shishio che ha costruito un esercito per avviare una rivolta contro il nuovo governo Meiji, e la battaglia personale più difficile che Kenshin si possa trovare ad affrontare: quella contro Enishi, fratello di Tomoe che si sacrificò al suo posto in un combattimento, ma della cui morte Enishi giudica Kenshin il vero responsabile.
Un nuovo manga, Rurouni Kenshin Hokkaido Arc (るろうに剣心―明治剣客浪漫譚・北海道編―?, Rurouni Kenshin: Meiji kenkaku romantan: Hokkaidou Hen)), inizia la sua pubblicazione a partire dal 2017, esso si tratta di un sequel del manga ed è ambientato in Hokkaido, dove Kenshin Himura si dirige per trovare Koshijirō Kamiya, padre di Kaoru e da tutti ritenuto morto nella guerra Seinan.

### Anime
Le trasmissioni dell'anime, diretto da Kazuhiro Furuhashi, sono iniziate su Fuji TV il 19 gennaio 1996 e sono terminate l'8 settembre 1999. La serie è stata prodotta dalla Aniplex e Fuji TV, ed è stata animata dall'episodio 1 al 66 dalla Gallop, mentre dal 67 in avanti dallo Studio Deen. L'ultimo episodio, il numero 95, non è stato trasmesso in Giappone, ma è stato reso disponibile come bonus delle pubblicazioni della serie in VHS e DVD. Sin dalla sua prima trasmissioni in Giappone, gli episodi della serie sono stati raccolti in collezioni di VHS e DVD numerose volte. Sono state pubblicate infatti almeno due raccolte di DVD, contenente quattro episodi a disco.
Nel 2023 su Crunchyroll la serie riceve un nuovo adattamento più fedele al manga, questa volta trasmesso pure in Italia.

### Colonna sonora
Sigle di apertura
- Freckles cantata da Sandy Fox
- Sobakasu cantata da Judy & Mary (eps 1-38)
- ½ cantata da Makoto Kawamoto (eps 39-82)
- Kimi Ni Fureru Dake De cantata da Curio (eps 83-95)

Sigle di chiusura
- Tactics cantata da The Yellow Monkey (eps 1-12)
- Namida wa Shitte iru cantata da Mayo Suzukaze (eps 13-27)
- Heart of Sword - Yoake Mae cantata da Takanori Nishikawa (eps 28-38,43-49)
- Fourth Avenue Cafe cantata da L'Arc~en~Ciel (eps 39-42)
- It's Gonna Rain cantata da Bonnie Pink (eps 50-66)
- 1/3 no Junjou na Kanjou cantata da Siam Shade (eps 67-82)
- Dame cantata da You Izumi (eps 83-95)

### Film
Dalla serie televisiva è stato tratto un film d'animazione cinematografico intitolato Kenshin - Samurai vagabondo: The Movie (Ishin Shishi e no Requiem (―維新志士への鎮魂歌?, Requiem for the Ishin Patriots), diretto da Hatsuki Tsuji e proiettato in Giappone il 20 dicembre 1997. Il relativo DVD è stato pubblicato il 21 agosto 1998. Il DVD è stato successivamente ripubblicato due volte: nel 2000 e nel 2002, con l'aggiunta di nuovi contenuti speciali. Il 7 dicembre 2005 è stato inoltre pubblicato su Universal Media Disc.
In Italia, la pubblicazione è avvenuta per opera della Dynit. La storia del film non appare nel manga originale.

#### Live action
Il 25 agosto 2012 è uscito il primo film con attori in carne e ossa. La pellicola ripropone una storia alternativa dei primi capitoli del manga.
Il 1º agosto 2014 esce un secondo film, intitolato Rurouni Kenshin: Kyoto Inferno. La pellicola narra la saga di Kyoto in cui Kenshin dovrà sconfiggere Makoto Shishio. Tuttavia il film finisce a metà della saga.
Il 13 settembre 2014 esce il terzo film Rurouni Kenshin: The Legend Ends.
Il 23 aprile 2021 esce Rurouni Kenshin: The Final, basato sull'arco finale della saga, e il 4 giugno 2021 Rurouni Kenshin: The Beginning, un prequel che narra del passato di Kenshin.

### OAV

#### Memorie del passato

Copertina del primo DVD dell'edizione italiana di Memorie del passato

Sono state pubblicate due serie di OAV dedicate a Rurōni Kenshin. La prima intitolata Kenshin samurai vagabondo: Memorie del passato (るろうに剣心―明治剣客浪漫譚―追憶編?, Rurōni Kenshin - Meiji Kenkaku Romantan - Tsuioku-hen) è stata pubblicata in quattro episodi nel 1999 in Giappone, per poi essere ripubblicata nel 2003 nella forma di un film di due ore, con nuove sequenze animate per il mercato statunitense dove è stata reintitolata Samurai X: Trust & Betrayal. La serie di OAV rappresenta un prequel della serie televisiva ed è stata diretta da Kazuhiro Furuhashi e prodotta dallo Studio Deen. Diviso in 4 atti, l'OAV racconta il passato di Kenshin, dall'incontro con il maestro Hiko che gli insegnerà la scuola Mitsurugi Hiten fino all'incontro con Tomoe e la morte di quest'ultima per salvarlo nello scontro nella foresta nera. I quattro OAV furono trasmessi in Italia su MTV all'interno del contenitore Anime Night tra il 18 ottobre e l'8 novembre del 2005.

#### Capitolo del tempo
La seconda, intitolata Kenshin il Vagabondo: Capitolo del tempo (るろうに剣心 -明治剣客浪漫譚- 星霜編?, Rurōni Kenshin - Meiji Kenkaku Romantan - Seisō-hen) e diretta nuovamente da Furuhashi, è stata pubblicata in due episodi fra il 2001 ed il 2002. La storia degli OAV, tratta in parte da alcuni capitoli del manga, è ambientata durante e dopo gli eventi della serie (non tratto dal manga), e si concentra principalmente sugli ultimi anni di Kenshin e Kaoru. È conosciuta negli Stati Uniti d'America col titolo Samurai X: Reflection. Gli OAV sono inoltre stati doppiati e resi disponibili in Italia da Shin Vision. Si svolge nel 1893, 15 anni dopo il primo incontro tra Kenshin e Kaoru. Ora sono felicemente sposati e Kenji, il figlio dei due, si allena con il maestro Hiko. Entrambi gli innamorati dovranno fare i conti con una malattia mortale che li consuma.
Le sigle di chiusura delle due opere sono Quiet Life cantata da Taku Iwasaki per Kenshin samurai vagabondo: Memorie del passato e Itoshisa no kate (愛しさの糧?) cantata da Hiroko Kasahara per Kenshin il Vagabondo: Capitolo del tempo.

#### Shin Kyoto-hen
Ultimo adattamento della serie prodotto come OAV dallo Studio Deen, Rurōni Kenshin: Meiji kenkaku romantan - Shin Kyōto-hen (るろうに剣心-明治剣客浪漫譚- 新京都編? lett. "Kenshin il vagabondo: Storia d'amore dello spadaccino del periodo Meiji - Nuova parte di Kyoto") è composto da due episodi, uno uscito nel 2011 e l'altro nel 2012.
Gli OAV riprendono gli eventi dall'episodio 28 al 62 della serie del 1997, durante l'arco narrativo di Kyoto, in cui Kenshin fronteggia il suo "successore" Shishio.
Le due sigle di chiusura sono Nanairo no kaze (七色の風?) per il primo OAV e Feel you per il secondo, entrambe di Rina Sumioka (住岡 梨奈?, Sumioka Rina).

### Videogiochi
Esistono quattro videogiochi ispirati a Rurōni Kenshin e pubblicati per PlayStation. Nessuno dei due è mai stato pubblicato al di fuori del Giappone.
Il primo, Rurōni Kenshin: Meiji kenkaku romantan - Ishin gekitō-hen (るろうに剣心 -明治剣客浪漫譚- 維新激闘編?) è stato pubblicato nel 1996 ed è un picchiaduro a incontri in grafica 3D, ispirato ai primi volumi del manga.
Il secondo, Rurōni Kenshin: Meiji kenkaku romantan - Jūyūshi inbō-hen (るろうに剣心 -明治剣客浪漫譚- 十勇士陰謀編?) è stato pubblicato nel 1997 ed è un videogioco di ruolo, con una storia scollegata sia all'anime che al manga.
Rurōni Kenshin: Meiji kenkaku romantan - Enjō! Kyōto rinne (るろうに剣心 -明治剣客浪漫譚- 炎上!京都輪廻?) è l'unico titolo disponibile per PlayStation 2, ed è stato pubblicato nel 2006. Il gioco ha venduto oltre 130,000 copie in Giappone.
Un quarto videogioco, un picchiaduro 2D intitolato Rurouni Kenshin, Meiji Kenkaku Romantan Saisen è stato pubblicato per PlayStation Portable nel 2011 in Giappone.
Kenshin appare anche nel cast di personaggi giocabili nei due titoli cross-over di Jump per Nintendo DS e PlayStation 3, PlayStation 4, PlayStation Vita: Jump Ultimate Stars per la piattaforma Nintendo, e J-Stars Victory Vs + per la piattaforma Sony in cui oltre a lui è giocabile il suo rivale Makoto Shishio. Anche Nel titolo Jump Force per PlayStation 4, Xbox One e PC Kenshin Himura e Makoto Shishio compaiono come personaggi giocabili.

### Light novel
Due light novel, ispirate a Rurouni Kenshin sono state pubblicate dalla Shueisha Jump j-Books e scritte da Kaoru Shizuka. La maggior parte del materiale pubblicato in forma di light novel sono storie inedite, successivamente adattate in animazione, oppure adattamenti di storie già apparse nell'anime o nel manga.
Il primo romanzo, Rurouni Kenshin: Voyage to the Moon World, è stato pubblicato in Giappone il 10 ottobre 1996, ed in America del Nord il 17 ottobre 2006.
Il secondo, Yahiko's Battle, è stato pubblicato il 3 ottobre 1997, ed è una reinterpretazione di varie storie presenti nel manga e nella serie televisiva.
L'ultimo volume è TV Anime Shimabara Arc pubblicato il 4 febbraio 1999.

## Accoglienza
Nel sondaggio Manga Sōsenkyo 2021 indetto da TV Asahi, 150 000 persone hanno votato la loro top 100 delle serie manga e Kenshin - Samurai vagabondo si è classificata al 31º posto.